# Kabetogama State Forest
Pour les articles homonymes, voir Kabetogama.
La Kabetogama State Forest est une aire protégée américaine dans les comtés de Koochiching et Saint Louis, au Minnesota.